# 김세희 (1989년)
김세희(金世熙, 1989년 11월 16일 ~ )는 대한민국의 아나운서 출신 쇼핑호스트이다. 귀엽고 예쁘고 사랑스러운 외모와 함께 안정된 진행 실력으로 스포츠 팬들에게 널리 사랑을 받고 있다.

## 학력
- 2012년 : 국민대학교 법학부 사법학과(2008학번)

## 입사
김세희는 1989년 11월 16일 태어났다. 서울 출신이다. 국민대학교 법학부(08학번·사법학 전공)를 졸업했다. 대학교 3학년 말부터 아나운서 되기 위해 준비를 시작해, 2013년 초 조윤경과 함께 스포츠 케이블 TV 방송사인 SBS ESPN(현 SBS SPORTS)에 아나운서로 입사했다.

## 경력
김세희는 입사 후 첫 방송이었던 농구를 시작으로 야구, 배구 등 스포츠 현장에서 리포터로 꾸준히 활동했다. 한편, 2013년 4월부터 유희종 아나운서와 함께 스포츠 종합 정보 프로그램 《스포츠센터》 주말 진행을 맡았고, 같은 해 12월에는 밴드 소란 및 아나운서 배지현과 함께 소란의 곡인 〈리코타 치즈 샐러드〉를 개사한 SBS ESPN의 프로배구 캠페인송을 부르기도 했다. 2014년 박상준 아나운서와 함께 골프 공개레슨 프로그램 《오픈 골프쇼 체인지》를 진행했고, 2015년 프로야구 시즌부터는 프로야구 전문 프로그램 《베이스볼 S》 주말 진행을 맡았다. 김세희는 2015년 3월 케이블TV 방송대상에서 케이블TV스타상 스포츠부문 인기상을 수상했다.
김세희는 2015년 11월 모바일 게임 《컴투스 프로야구 for 매니저》(시즌3) 홍보 모델로 선정되었다.

## 진행
| - 2013년 SBS ESPN 《스포츠센터》 (주말) - 2014년 SBS 골프 《오픈 골프쇼 체인지》 - 2015~2016년 SBS 스포츠 《베이스볼 S》 (주말) - 2017년~ SBS 골프 《골프투데이》 (일요일, 월요일) | - 2014년 카라 6번째 미니 앨범 《Day & Night》 쇼케이스 - 2016년 NH농협 2015-2016 V리그 시상식 |

## 수상
- 2015년 케이블TV 방송대상 케이블TV스타상 스포츠부문 인기상